# Seznam ljudskih univerz v Sloveniji
Seznam ljudskih univerz v Sloveniji.

## Seznam
- Andragoški zavod Maribor - Ljudska univerza
- Javni zavod Cene Štupar - Center za izobraževanje Ljubljana
- Center za dopisno izobraževanje Univerzum Ljubljana
- Ljudska univerza Ajdovščina
- Ljudska univerza Celje
- Ljudska univerza Gornja Radgona
- Ljudska univerza Jesenice
- Ljudska univerza Kočevje
- Ljudska univerza Koper
- Ljudska univerza Kranj
- Ljudska univerza Krško
- Ljudska univerza Lenart
- Ljudska univerza Lendava
- Ljudska univerza Litija
- Ljudska univerza Murska Sobota
- Ljudska univerza Nova Gorica
- Ljudska univerza Novo mesto
- Ljudska univerza Ormož
- Ljudska univerza Postojna
- Ljudska univerza Ptuj
- Ljudska univerza Radovljica
- Ljudska univerza Radlje ob Dravi
- Ljudska univerza Ravne na Koroškem
- Ljudska univerza Rogaška Slatina
- Ljudska univerza Sežana
- Ljudska univerza Slovenj Gradec
- Ljudska univerza Slovenska Bistrica
- Ljudska univerza Šentjur
- Ljudska univerza Škofja Loka
- Ljudska univerza Tolmin
- Ljudska univerza Tržič
- Ljudska univerza Velenje
- Ljudska univerza Žalec
- Zasavska ljudska univerza